# شرايين جفنية وحشية
شرايين جفنية وحشية (بالإنجليزية: Lateral palpebral arteries)‏‏ هو شريان يتفرعُ من شريان دمعي.